# Diócesis de Río Gallegos
La diócesis de Río Gallegos (en latín: Dioecesis Rivogallaecensis) es una circunscripción eclesiástica de la Iglesia católica en Argentina. Se trata de una diócesis latina, sufragánea de la arquidiócesis de Bahía Blanca. El 11 de agosto de 2023, el papa Francisco  nombró a Mons. Ignacio Damián Medina obispo diocesano de Río Gallegos, hasta entonces obispo auxiliar de la diócesis de Lomas de Zamora.

## Territorio y organización
La diócesis tiene 265 214 km² y extiende su jurisdicción sobre los fieles católicos de rito latino residentes en la provincia de Santa Cruz y en los departamentos Ushuaia, Río Grande y Tolhuin de la provincia de Tierra del Fuego, Antártida e Islas del Atlántico Sur.

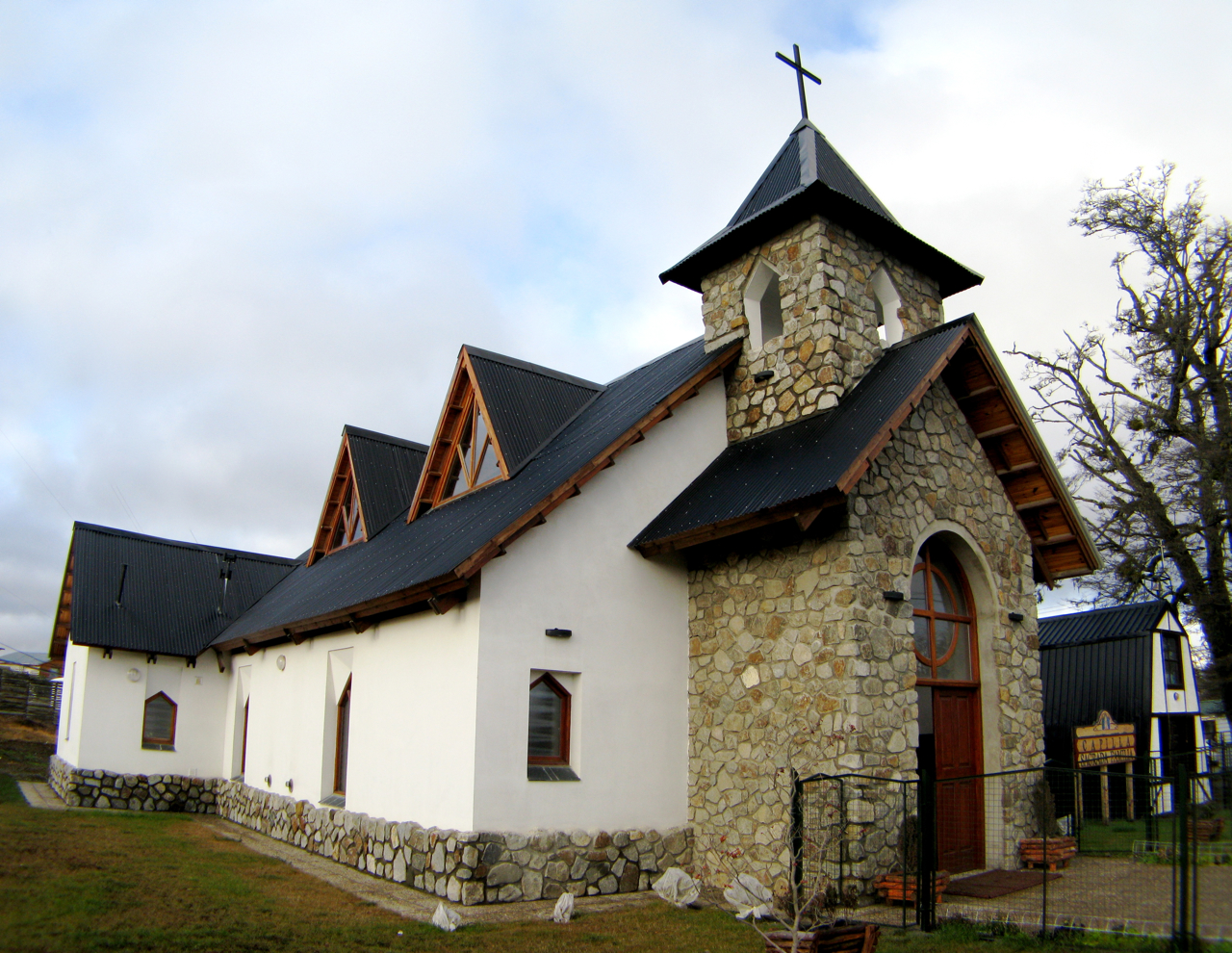
Iglesia en Tolhuin

La sede de la diócesis se encuentra en la ciudad de Río Gallegos, en donde se halla la Catedral de Nuestra Señora de Luján.
En 2020 en la diócesis existían 42 parroquias. El 28 de febrero de 2015 fue erigida la nueva parroquia Virgen del Valle en Caleta Olivia.

## Historia
Fue erigida el 10 de abril de 1961 con parte de la diócesis de Comodoro Rivadavia mediante la bula Ecclesiarum omnium del papa Juan XXIII. Su primer obispo fue Mauricio Eugenio Magliano.

A Sedis Rivadaviae territorio eam partem separamus quae civiles regiones complectitur «Santa Cruz» et «Gobernación de Tierra del Fuego» cognominatas, ex eaque dioecesim condimus Rivogallaecensem, ab urbe Rio Gallegos, nuncupandam, iisdemque finibus circumscribendam atque regiones quarum nomen fecimus, prout in praesens terminantur. Nova ergo dioecesis confinis erit: ad septemtrionem dioecesi Rivadaviae; ad orientem solem Oceano Atlantico; ad meridiem regionibus australi poloproximis; ad occidentem denique solem finibus Reipublicae Chilenae. Episcopi Sedes ac domicilium in urbe erit Rio Gallegos cognominata a, cathedra quoque episcopalis auctoritatis inibi exstabit, in aede scilicet B. M. V. de Lujan dicata, quam per has Litteras ad cathedralis templi dignitatem evehimus, cum omnibus honoribus, iuribus, et privilegiis propriis; quae item iura Episcopo debebuntur, una cum oneribus et obligationibus quae Episcoporum munus consequuntur. Rivogallaecensem dioecesim suffraganeam facimus Ecclesiae metropolitanae Sinus Albi, eiusque sacrum Praesulem metropolitanae iurisdictionis Archiepiscopi Sinus Albi.

De acuerdo al concordato entonces vigente la bula de erección recibió el pase por decreto n.º 8328 del 18 de septiembre de 1961 y la diócesis fue reconocida por ley nacional n.º 15804 y decreto 4210/61, del 17 de mayo de 1961.
El 20 de noviembre de 1962 el papa Juan XXIII con el breve Pastorali studio declaró a san Juan Bosco como patrono principal de la diócesis.

## Estadísticas
Según el Anuario Pontificio 2021 la diócesis tenía a fines de 2020 un total de 233 300 fieles bautizados.
| Año                                                                             | Población            | Población | Población      | Sacerdotes | Sacerdotes    | Sacerdotes    | Bautizados por sacerdote | Diáconos permanentes | Religiosos | Religiosos | Parroquias |
| Año                                                                             | Bautizados católicos | Total     | % de católicos | Total      | Clero secular | Clero regular | Bautizados por sacerdote | Diáconos permanentes | Varones    | Mujeres    | Parroquias |
| ------------------------------------------------------------------------------- | -------------------- | --------- | -------------- | ---------- | ------------- | ------------- | ------------------------ | -------------------- | ---------- | ---------- | ---------- |
| 1965                                                                            | 70 000               | 75 000    | 93.3           | 38         |               | 38            | 1842                     |                      | 48         | 61         | 13         |
| 1970                                                                            | 85 000               | 95 000    | 89.5           | 40         | 3             | 37            | 2125                     |                      | 49         | 68         | 15         |
| 1976                                                                            | 108 000              | 125 000   | 86.4           | 35         | 1             | 34            | 3085                     |                      | 40         | 84         | 21         |
| 1980                                                                            | 124 500              | 138 700   | 89.8           | 39         | 2             | 37            | 3192                     |                      | 41         | 77         | 22         |
| 1990                                                                            | 180 000              | 210 000   | 85.7           | 47         | 8             | 39            | 3829                     | 1                    | 42         | 69         | 27         |
| 1999                                                                            | 210 000              | 248 046   | 84.7           | 45         | 17            | 28            | 4666                     | 1                    | 34         | 58         | 28         |
| 2000                                                                            | 210 000              | 248 046   | 84.7           | 47         | 18            | 29            | 4468                     | 1                    | 33         | 57         | 28         |
| 2001                                                                            | 210 000              | 248 046   | 84.7           | 44         | 16            | 28            | 4772                     |                      | 32         | 56         | 28         |
| 2002                                                                            | 210 000              | 248 046   | 84.7           | 40         | 16            | 24            | 5250                     |                      | 30         | 61         | 28         |
| 2003                                                                            | 200 000              | 300 000   | 66.7           | 42         | 15            | 27            | 4761                     | 3                    | 32         | 63         | 28         |
| 2004                                                                            | 200 000              | 300 000   | 66.7           | 44         | 18            | 26            | 4545                     | 5                    | 28         | 60         | 28         |
| 2010                                                                            | 212 000              | 303 000   | 70.0           | 51         | 29            | 22            | 4156                     | 9                    | 32         | 64         | 30         |
| 2014                                                                            | 220 000              | 314 900   | 69.9           | 48         | 26            | 22            | 4583                     | 11                   | 34         | 64         | 34         |
| 2017                                                                            | 226 400              | 324 400   | 69.8           | 41         | 30            | 11            | 5521                     | 11                   | 24         | 62         | 36         |
| 2020                                                                            | 233 300              | 334 300   | 69.8           | 39         | 27            | 12            | 5982                     | 18                   | 16         | 39         | 42         |
| Fuente: Catholic-Hierarchy, que a su vez toma los datos del Anuario Pontificio. |                      |           |                |            |               |               |                          |                      |            |            |            |

## Episcopologio

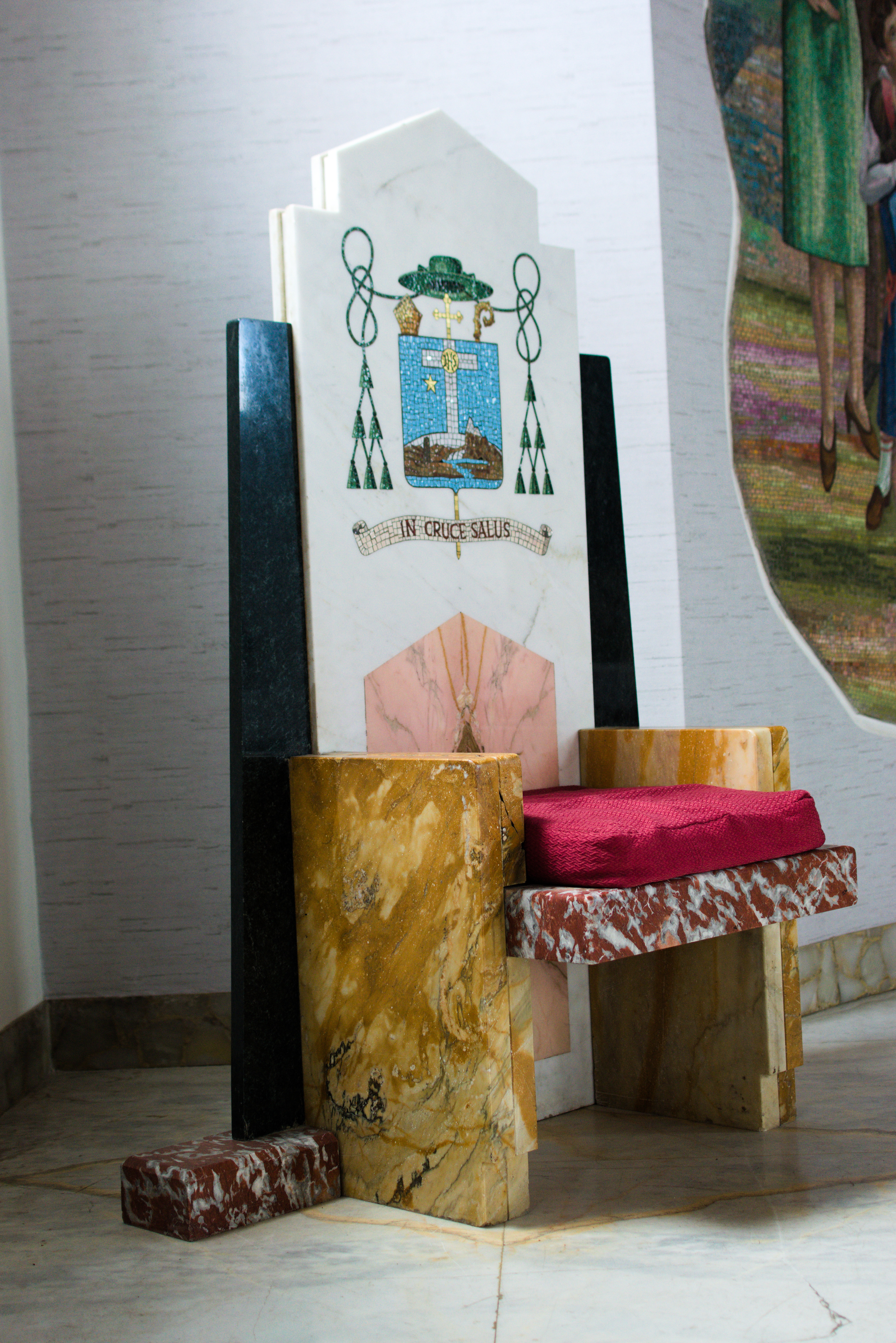
Cátedra episcopal en la capilla del Obispado.

- Mauricio Eugenio Magliano, S.D.B. † (12 de junio de 1961-31 de mayo de 1974 falleció)
- Miguel Ángel Alemán Eslava, S.D.B. † (5 de abril de 1975-11 de marzo de 1992 falleció)
- Alejandro Antonio Buccolini, S.D.B. † (11 de julio de 1992-25 de octubre de 2005 retirado)
- Juan Carlos Romanin, S.D.B. (25 de octubre de 2005-18 de abril de 2012 renunció)
- Miguel Ángel D'Annibale † (21 de febrero de 2013-15 de junio de 2018 nombrado obispo de San Martín)
- Jorge Ignacio García Cuerva (3 de enero de 2019-26 de mayo de 2023 nombrado arzobispo de Buenos Aires)
- Ignacio Damián Medina  (11 de agosto de 2023 - )